# Энджел, Джорджия
Джорджия Энджел (англ. Georgia Engel; 28 июля 1948 — 12 апреля 2019) — американская актриса театра, кино и телевидения, широко известная по ролям в ситкомах «Шоу Мэри Тайлер Мур» и «Все любят Рэймонда».

## Жизнь и карьера
Джорджия Энджел родилась в Вашингтоне, округ Колумбия. Она получила высшее образование в Университете Гавайев в Маноа, а в 1969 году дебютировала на бродвейской сцене. Её дебют в кино состоялася в 1971 году в фильме «Отрыв». Она получила номинацию на премию BAFTA за лучшую женскую роль второго плана за свою работу в фильме.
В 1972 году Энджел присоединилась к ситкому CBS «Шоу Мэри Тайлер Мур». Она снималась в шоу до 1977 года, и получила за своё выступление две номинации на премию «Эмми» за лучшую женскую роль второго плана в комедийном телесериале. Позже она снялась в ситкоме «Шоу Бетти Уайт», с Бетти Уайт, который просуществовал лишь один сезон. Она также появилась в шоу Валери Харпер «Рода», спин-оффе «Шоу Мэри Тайлер Мур». В 1980 году она снялась в ситкоме ABC Goodtime Girls с Энни Поттс, также закрытом после одного сезона. В 1983-84 годах она снялась в ещё одном неудачном ситкоме, Jennifer Slept Here на NBC с Энн Джиллиан. С 1991 по 1997 год она снималась на периодической основе в ситкоме ABC «Тренер».
Энджел получила три номинации на «Эмми» в категории «Лучшая приглашённая актриса в комедийном телесериале», в 2003, 2004 и 2005 годах, за роль в ситкоме «Все любят Рэймонда». В двухтысячных она вновь вернулась к работе на бродвее. В 2012 году она воссоединилась с Бетти Уайт в её ситкоме «Красотки в Кливленде», а в 2013 году исполнила небольшую роль в комедии «Одноклассники 2». Также Энджел появилась в «Офис» и «Два с половиной человека».
Джорджия Энджел умерла в Принстоне, штат Нью-Джерси, 12 апреля 2019 года.

## Фильмография
- Отрыв (1971)
- Человек умер (1972)
- Шоу Мэри Тайлер Мур (58 эпизодов, 1972—1977)
- Рода (2 эпизода, 1974)
- Шоу Бетти Уайт (14 эпизодов, 1977—1978)
- Морк и Минди (2 эпизода, 1979)
- Goodtime Girls (13 эпизодов, 1980)
- Лодка любви (4 эпизода, 1977—1982)
- Остров фантазий (5 эпизодов, 1978—1983)
- Jennifer Slept Here (13 эпизодов, 1982—1984)
- Заботливые медвежата (1985)
- Папа был проповедником (1985)
- Знаки жизни (1989)
- Тренер (17 эпизодов, 1991—1997)
- Доктор Дулиттл 2 (2001)
- Милашка (2002)
- Все любят Рэймонда (14 эпизодов, 2003—2005)
- Сезон охоты (2006)
- Буг и Элиот: Полуночный булочный пробег (2006)
- Сезон охоты 2 (2008)
- Сезон охоты 3 (2010)
- Офис (3 эпизода, 2012)
- Два с половиной человека (2 эпизода, 2013)
- Одноклассники 2 (2013)
- Красотки в Кливленде (17 эпизодов, 2012—2015)